# Lila Moss
 (septembre 2024).
Pour les articles homonymes, voir Moss.
Lila Grace Moss Hack (née le 29 septembre 2002) est un mannequin anglais.

## Famille
Lila Moss est la fille unique de Kate Moss, mannequin, et de Jefferson Hack, directeur de la création et cofondateur de Dazed Media, éditeur du magazine Dazed.

## Carrière
En 2016, Lila Moss fait la couverture de Vogue Italia avec sa mère Kate. 
Elle est mannequin pour Marc Jacobs Beauty en 2018, et figure dans la campagne « Cruise 2020 » de Miu Miu. Elle fait ses débuts comme mannequin en défilé pendant la Fashion Week de Paris en 2021 pour Miu Miu, et a depuis été mannequin pour un certain nombre d'autres marques de luxe. 
En 2022, elle défile pour la marque française Jacquemus à côté de Arles. En 2024, elle est l'un des visages féminins de la marque anglaise Burberry pour sa nouvelle campagne.